# جوزف پی. کامجیس
جوزف پی. کامجیس (به انگلیسی: Joseph P. Comegys) سناتور سابق عضو Oppositionist بود. وی در سال ۱۸۵۶ تا ۱۸۵۷ میلادی سناتور ایالت دلاویر در سنای ایالات متحده آمریکا بود.